# محمدملنگ رسولی
محمدملنگ رسولی (زاده ۱۳۳۱ در ولایت نیمروز) عضوی برجسته سازمان جبهه نیمروز هستند که از سال ۱۳۸۵ تا ۱۳۸۸ معاون والی نیمروز بودند. وی در ۲۱ عقرب ۱۳۸۷ از یک حمله انتحاری جان سالم به در برد. 